# Isonychus crinitus
Isonychus crinitus är en skalbaggsart som beskrevs av Blanchard 1850. Isonychus crinitus ingår i släktet Isonychus och familjen Melolonthidae. Inga underarter finns listade i Catalogue of Life.